# Большая Садовая улица (Москва)
Больша́я Садо́вая у́лица — московская магистраль, северо-западная составная Садового кольца, продолжение Садовой-Кудринской. Проходит от Малой Бронной и улицы Красина до Триумфальной площади. Расположена в Пресненском и Тверском районах. Здесь находятся Театр имени Моссовета и сад «Аквариум».

## Происхождение названия
Названа в 1816 году после сноса Земляного вала, на месте которого были посажены сады, откуда возникло название Садовое кольцо.

## Описание
Большая Садовая улица является частью Садового кольца, начинается от Малой Бронной и улицы Красина как продолжение Садовой-Кудринской, проходит на северо-восток, с внешней стороны к ней примыкает 2-я Брестская улица, затем переходит в Триумфальную площадь, пересечение Садового кольца и Тверской.

## Здания и сооружения
Нечётная внешняя сторона:
- № 1 — 3 — Жилые дома (1940—1941, архитекторы А. Я. Изаксон, А. К. Ростковский)[2]
  - № 1 — В доме жили спортсмены Михаил Якушин[3], С. А. Соловьёв[4]. На первом этаже здания размещается Центральная городская юношеская библиотека им. М. А. Светлова;
  - № 1, строение 1 — Институт информационных и аналитических технологий;
  - № 3, корпус 10 — галерея «Файн Арт»;
- № 3 (во дворе) — доходный дом Титовых (1911, архитектор К. Л. Розенкампф)
- № 5 — гостиница «Пекин» построена по проекту архитектора Д. Н. Чечулина в сталинском стиле в 1949—1955 годах; Государственный театр пародий п/р В. Винокура;

Чётная внутренняя сторона:
- № 2/46 — Доходный дом Страстного монастыря (1903, архитектор Л. В. Стеженский), изначально трёхэтажный дом надстроен двумя этажами в 1910-х годах; в 1980-х взамен надстроенных этажей возведены новые[2]. В настоящее время здесь располагается редакция журнала «Знамя»;
- № 4, строение 1 — Особняк Ф. О. Шехтеля с флигелем-мастерской (1909)[2][1]. В доме бывал друживший с детьми Шехтеля поэт В. В. Маяковский. В 1920-х годах здесь жил советский военачальник Р. П. Эйдеман. В настоящее время — Гуманитарный и политологический центр «Стратегия»;
- № 6 — Доходный дом В. Арндольда (О. С. и С. Е. Чебуновских) (1916, архитектор В. А. Гашинский)[2], ныне — Театр МОСТ;
- № 8 — Административное здание Министерства монтажных и специальных строительных работ СССР (1950—1951, архититектор М. В. Посохин, А. А. Мндоянц)[5], отделение связи № 123379;
- № 10 — Доходный дом И. Д. Пигита (1908, архитекторы А. И. Милков и Э. С. Юдицкий)[2] — пятиэтажный дом в стиле модерн. В доме сохранилась лепная отделка подъездов, резные филёнчатые двери отдельных квартир, кованые решётки лестниц. В левом подъезде на третьем этаже частично сохранилась отделка квартиры владельца дома И. Д. Пигита[6]. В доме жили: М. А. Булгаков, П. П. Кончаловский, А. В. Лентулов, Г. Б. Якулов, В. Д. Бонч-Бруевич, С. С. Шуцман[7][8]. В настоящее время здесь располагается государственный Музей Михаила Булгакова; Культурно-просветительский центр «Булгаковский дом»; Фонд им. М. А. Булгакова. Дом — прототип булгаковских «№ 13. Дом Эльпит-Рабкоммуна» и дома «нехорошей квартиры».
- № 14 — Здание Военно-политической академии им. Ленина (ныне — Военный университет). Здание построено в 1930—1934 годах в конструктивистском стиле по проекту А. В. Щусева, при участии И. А. Француза и Г. К. Яковлева. Первоначально оно предназначалось для Механико-электротехнического института им. Ломоносова, располагавшемся неподалёку в Благовещенском переулке. В 1938 году здание заняла переведённая из Ленинграда Военно-политическая академия им. В. И. Ленина[9]. Ранее на этом месте находилось Комиссаровское техническое училище (середина XIX — нач. XX вв., арх. П. С. Кампиони, М. К. Геппенер и др.).
  - № 14, стр. 3 — Классный корпус Комиссаровского технического училища (1891—1892, архитектор М. К. Геппенер), объект культурного наследия регионального значения.
  - № 14, стр. 3 — Административный корпус Комиссаровского технического училища (1891—1892, архитектор М. К. Геппенер), объект культурного наследия регионального значения.
- № 16 — Государственный академический театр имени Моссовета, сад Аквариум (1959, архитекторы М. С. Жиров, Р. Я. Захарьян, З. П. Государева, В. М. Перлин, инж. Б. В. Щепетов)
- № 18 — Московский академический театр Сатиры (1966 — реконструкция, архитекторы В. Степанов, И. Доронин, Р. Матюшин)